# 小行星1969
小行星1969（1969 Alain）是一颗绕太阳运转的小行星，为主小行星带小行星。该小行星于1935年2月3日发现。
該小行星以發現者西維恩·阿蘭德孫女的丈夫阿蘭·萬斯特（Alain Vanheste）命名。

## 轨道参数
小行星1969的轨道半长轴为3.0922927 UA，离心率为0.156。